# Filippo d'Assia-Darmstadt
Filippo d'Assia-Darmstadt (Darmstadt, 20 luglio 1671 – Vienna, 11 agosto 1736) era figlio del Langravio Luigi VI e fratello minore di Ernesto Luigi d'Assia-Darmstadt successore di lui, era detto tuttavia "il langravio" in Italia, dove tenne carica di governatore di Mantova per conto dell'Austria dal 1714 al 1735.

## Biografia
Filippo fu un grande appassionato di musica. Quando comandava l'esercito austriaco a Napoli, fu mecenate di Nicola Porpora e quando era governatore di Mantova nominò Maestro di Cappella della sua corte Antonio Vivaldi che vi compose Armida al campo d'Egitto, Teuzzone, Scanderbeg (tutti del 1718) e poi Tito Manlio (1719) e La Candace (1720). Tito Manlio fu scritto in occasione del matrimonio di Filippo d'Assia-Darmstadt.

## Matrimonio e figli
Sposò nel 1697 la principessa Maria Teresa di Croy (1673–1714), dalla quale ebbe cinque figli:
- Giuseppe Ignazio Filippo d'Assia-Darmstadt, vescovo;
- Guglielmo Luigi (1704; morto giovane);
- Teodora (1706–1784), sposata ad Antonio Ferrante Gonzaga (1687−1729), duca di Guastalla;
- Leopoldo d'Assia-Darmstadt;
- Carlo (1710-?).

Rimasto vedovo, Filippo avrebbe dovuto sposare nel 1718 Eleonora Luisa Gonzaga di Guastalla, ma il matrimonio fu sciolto all'ultimo momento.
I figli non ebbero discendenza, quindi oggi non esistono discendenti diretti di Filippo d'Assia-Darmstadt.

## Ascendenza
|                                                |                             |                                        | Genitori                                |  |  | Nonni |  |  | Bisnonni                  |  |  | Trisnonni                   |  |
|                                                |                             |                                        |                                         |  |  |       |  |  | Luigi V d'Assia-Darmstadt |  |  | Giorgio I d'Assia-Darmstadt |  |
|                                                |                             |                                        |                                         |  |  |       |  |  | Luigi V d'Assia-Darmstadt |  |  | Giorgio I d'Assia-Darmstadt |  |
|                                                |                             | Maddalena di Lippe                     |                                         |  |  |       |  |  | Luigi V d'Assia-Darmstadt |  |  |                             |  |
| Giorgio II d'Assia-Darmstadt                   |                             |                                        |                                         |  |  |       |  |  | Luigi V d'Assia-Darmstadt |  |  |                             |  |
|                                                |                             | Maddalena di Brandeburgo               | Giovanni Giorgio di Brandeburgo         |  |  |       |  |  |                           |  |  |                             |  |
|                                                |                             | Maddalena di Brandeburgo               | Giovanni Giorgio di Brandeburgo         |  |  |       |  |  |                           |  |  |                             |  |
|                                                |                             | Maddalena di Brandeburgo               | Elisabetta di Anhalt-Zerbst             |  |  |       |  |  |                           |  |  |                             |  |
| Luigi VI d'Assia-Darmstadt                     |                             | Maddalena di Brandeburgo               |                                         |  |  |       |  |  |                           |  |  |                             |  |
|                                                |                             | Giovanni Giorgio I di Sassonia         | Cristiano I di Sassonia                 |  |  |       |  |  |                           |  |  |                             |  |
|                                                |                             | Giovanni Giorgio I di Sassonia         | Cristiano I di Sassonia                 |  |  |       |  |  |                           |  |  |                             |  |
|                                                |                             | Giovanni Giorgio I di Sassonia         | Sofia di Brandeburgo                    |  |  |       |  |  |                           |  |  |                             |  |
| Sofia Eleonora di Sassonia                     |                             | Giovanni Giorgio I di Sassonia         |                                         |  |  |       |  |  |                           |  |  |                             |  |
|                                                |                             | Maddalena Sibilla di Hohenzollern      | Alberto Federico di Prussia             |  |  |       |  |  |                           |  |  |                             |  |
|                                                |                             | Maddalena Sibilla di Hohenzollern      | Alberto Federico di Prussia             |  |  |       |  |  |                           |  |  |                             |  |
|                                                |                             | Maddalena Sibilla di Hohenzollern      | Maria Eleonora di Jülich-Kleve-Berg     |  |  |       |  |  |                           |  |  |                             |  |
| Filippo d'Assia-Darmstadt                      |                             | Maddalena Sibilla di Hohenzollern      |                                         |  |  |       |  |  |                           |  |  |                             |  |
|                                                | Giovanni di Sassonia-Weimar | Giovanni Guglielmo di Sassonia-Weimar  |                                         |  |  |       |  |  |                           |  |  |                             |  |
|                                                | Giovanni di Sassonia-Weimar | Giovanni Guglielmo di Sassonia-Weimar  |                                         |  |  |       |  |  |                           |  |  |                             |  |
|                                                | Giovanni di Sassonia-Weimar | Dorotea Susanna di Wittelsbach-Simmern |                                         |  |  |       |  |  |                           |  |  |                             |  |
| Ernesto I di Sassonia-Gotha-Altenburg          | Giovanni di Sassonia-Weimar |                                        |                                         |  |  |       |  |  |                           |  |  |                             |  |
|                                                |                             | Dorotea Maria di Anhalt                | Gioacchino Ernesto di Anhalt            |  |  |       |  |  |                           |  |  |                             |  |
|                                                |                             | Dorotea Maria di Anhalt                | Gioacchino Ernesto di Anhalt            |  |  |       |  |  |                           |  |  |                             |  |
|                                                |                             | Dorotea Maria di Anhalt                | Eleonora di Württemberg                 |  |  |       |  |  |                           |  |  |                             |  |
| Elisabetta Dorotea di Sassonia-Gotha-Altenburg |                             | Dorotea Maria di Anhalt                |                                         |  |  |       |  |  |                           |  |  |                             |  |
|                                                |                             | Giovanni Filippo di Sassonia-Altenburg | Federico Guglielmo I di Sassonia-Weimar |  |  |       |  |  |                           |  |  |                             |  |
|                                                |                             | Giovanni Filippo di Sassonia-Altenburg | Federico Guglielmo I di Sassonia-Weimar |  |  |       |  |  |                           |  |  |                             |  |
|                                                |                             | Giovanni Filippo di Sassonia-Altenburg | Anna Maria del Palatinato-Neuburg       |  |  |       |  |  |                           |  |  |                             |  |
| Elisabetta Sofia di Sassonia-Altenburg         |                             | Giovanni Filippo di Sassonia-Altenburg |                                         |  |  |       |  |  |                           |  |  |                             |  |
|                                                |                             | Elisabetta di Brunswick-Wolfenbüttel   | Enrico Giulio di Brunswick-Lüneburg     |  |  |       |  |  |                           |  |  |                             |  |
|                                                |                             | Elisabetta di Brunswick-Wolfenbüttel   | Enrico Giulio di Brunswick-Lüneburg     |  |  |       |  |  |                           |  |  |                             |  |
|                                                |                             | Elisabetta di Brunswick-Wolfenbüttel   | Elisabetta di Danimarca                 |  |  |       |  |  |                           |  |  |                             |  |
|                                                |                             | Elisabetta di Brunswick-Wolfenbüttel   |                                         |  |  |       |  |  |                           |  |  |                             |  |